# Eristická dialektika
Eristická dialektika nebo také eristika je agresivní způsob vedení sporu, zaměřený na vítězství za každou cenu (tedy bez ohledu na pravdivost prosazovaného tvrzení či správnost argumentace). Jméno jí dal Aristoteles a byla velmi oblíbená mezi sofisty.
Pojednává o ní stejnojmenná kniha německého filosofa Arthura Schopenhauera, která obsahuje jeden z nejúplnějších rozborů logických klamů, včetně příkladů použití a podrobnějšího popisu, jak s nimi zacházet.

## Sókratés a Platón
Mnoho o pojmu eristika lze nalézt v Platónových dialozích.
V Platónově díle se rozlišují eristika a dialektika jako dva protikladné přístupy. Dialektika související s uměním se správně tázat a odpovídat pro nalezení pravého poznání, kteréžto s eristikou nemá tolik společného.
Eristice jako takové se přímo věnuje Platónův dialog Euthydémos.
Následující ukázka (Platónova – dialog Theaitétos) uvádí dva různé způsoby přístupu k rozpravě (jeden blízký eristice a druhý umění dialektickému).
Hlavním tématem rozpravy (patrný na konci úryvku) je, zda je či není rozdílu mezi věděním a vnímáním.
Nespravedlností jest pak v tomto případě to, když někdo ve svých rozmluvách nedělá rozdíl mezi slovním zápasem a věcnou rozpravou, tak aby v onom žertoval a porážel, pokud jen může, ale ve věcné rozpravě si vedl vážně a podporoval společníka rozmluvy, vytýkaje mu jedině ony chyby, do kterých vpadl sám od sebe a působením svých dřívějších styků. Neboť jestliže si budeš takto počínati(vést věcnou rozpravu né slovní zápas), budou tví společníci sebe samy obviňovati pro svou zmatenost a bezradnost, a ne tebe, a za tebou budou běhat a tebe budou mít rádi, kdežto sebe samy budou nenávidět a budou utíkat od sebe k filosofii(k lásce k vědění), aby se stali jinými, a tak se zbavili těch, kterými byli dříve. Pakli však budeš dělat opak toho, jako se většinou dělá, stane se ti naopak a své společníky uděláš místo filosofů nenávistníky filosofie, až dospějí staršího věku.
Jestliže mne tedy poslechneš, tu, jak už bylo dříve řečeno, nebudeš si počínat nepřátelsky ani bojovně, nýbrž s vlídnou myslí společně postupuje budeš doopravdy zkoumati, co asi myslíme, když prohlašujeme, že se všechno hýbe a že co se každému zdá, to také jest i pro jednotlivce i pro obec. A z toho vycházeje potom budeš pátrati zdali vědění a vnímání je totéž či něco jiného, a nebudeš dělat jako právě teď, kdy vycházíš z běžného užívání slov a jejich spojenin (např. užívání dvojsmyslnosti/dvojlogičnosti slov), jimž lidé násilně dávají význam, jak se nahodí, a tak si způsobují vespolek všelijaké nesnáze.